# Norda
La Norda è un'azienda italiana di estrazione e imbottigliamento di acqua minerale.
Nel 2020 è stata ammessa al concordato preventivo "con riserva".

## Storia
Nasce nel 1968 quando la famiglia Pessina di Rho decide di rilevare l'antico impianto di imbottigliamento dell'Acqua Introbio. Questa scleta dà vita al primo stabilimento del Gruppo, quello di Primaluna in Valsassina. In seguito l'intuito e la passione portano l'impianto ai vertici dell'efficienza: in pochi anni la produzione sale vertiginosamente, passando dai 7 agli oltre 100 milioni di bottiglie prodotte annualmente.

## Sorgenti
- Daggio - Nasce da una tra le sorgenti più alte d'Europa, 1.935 metri, in Valsassina. Naturale, così come sgorga dal Monte Foppabona, 2.200 metri, nelle Prealpi Orobiche. L'acqua defluente dalla roccia viva non subisce trattamenti artificiali, sgorgando naturalmente pura grazie all'elevato potere filtrante delle rocce. Viene portata nello stabilimento di Primaluna (Lecco) tramite una tubazione di acciaio inox lunga circa 10 km, dove viene imbottigliata.
- Acquachiara - Un'acqua che viene dal Monte Baffelàn, 1.793 metri, in una zona idrotermale all'interno delle Piccole Dolomiti. Viene imbottigliata nello stabilimento Norda di Valli del Pasubio (Vicenza).
- Ducale - Nasce da una sorgente naturale sul Monte Zuccone, 1.421 metri, nell'Appennino Parmense. È direttamente imbottigliata nel modernissimo stabilimento Norda di Tarsogno (Parma).
- Lynx - Nasce sul versante Nord-Est del Monte Pelpi, nel Comune di Bedonia. Il Monte Pelpi, 1.495 metri, domina due delle più belle valli dell'Appennino Tosco-Emiliano, la Valtaro e la Valceno.
- Luna - Ricorda il luogo da dove nasce (Primaluna), "Luna" è un nome poetico, semplice e accattivante, che evoca chiarezza e limpidezza. Viene imbottigliata con i procedimenti più moderni nello stabilimento Norda di Primaluna (Lecco) ai piedi della Grigna settentrionale, 2.410 metri, in Valsassina.
- San Fermo - Nasce dall'Appennino Tosco-Emiliano e, più precisamente, dal Monte Pelpi, 1.495 metri.

## Prodotti
La Norda oltre all'acqua produce una vasta gamma di bibite:
- Cola
- Chinotto
- Gassosa
- Cedrata
- Aranciata
- Ginger
- Tè alla pesca
- Tè al limone

## Sport
La Norda è sponsor in numerosi sport, tra i più importanti la pallavolo: essa è main sponsor della squadra bergamasca del Volley Bergamo dal 2011 e del relativo campo di gioco, il PalaNorda.